# Crotaphytidae
Crotaphytidae са семейство влечуги от разред Люспести (Squamata).
Включва два рода с 12 вида гущери, живеещи в пустините на северно Мексико и югозападните Съединени американски щати. Те са пъргави, с дълги крайници и опашка и се хранят главно с насекоми и дребни гущери.

## Родове
Семейство Crotaphytidae
- Crotaphytus – Огърлични гущери
- Gambelia – Леопардови гущери